# Canthidium cavifrons
Canthidium cavifrons là một loài bọ cánh cứng trong họ Bọ hung (Scarabaeidae).